# Woolwich
Woolwich es un distrito del Municipio de Greenwich en el sureste de Londres, Inglaterra, Reino Unido. El área está identificada en el Plan de Londres como uno de los 35 centros de mayores del Gran Londres.
Woolwich formaba parte de Kent hasta 1889, cuando el condado del Gran Londres fue creado. Es notable como punto de cruce de río, con el Ferry Woolwich (y el menos conocido Woolwich Foot Tunnel) a North Woolwich, y como la casa de una sola vez de la Woolwich Building Society (ahora propiedad de Barclays plc).

## Atentado de Woolwich de 2013
Artículo principal: Atentado de Woolwich de 2013
El 22 de mayo de 2013, Woolwich fue el escenario de un asesinato brutal cuando dos hombres armados con cuchillos, hachas y un fusil y gritando « Allahu Akbar » mataron a un soldado, Lee Rigby, del Woolwich Royal Arsenal en un calle del distrito. Los asesinos fueron abatidos por la policía antes de ser trasladados al hospital.